# Ølgod
Ølgod es un poblado ferroviario danés perteneciente al municipio de Varde, en la región de Dinamarca Meridional.

## Demografía
Tiene 3857 habitantes en 2016, lo que lo convierte en la segunda localidad más importante del municipio tras la capital municipal Varde. Para el año 2024 la población decreció a 3120 habitantes.
Se sitúa en el límite con Jutlandia Central, sobre la carretera 12 que une Esbjerg con Viborg.